# Volodymyr Ivasiuk
Volodýmyr Myjáilovych Ivasiúk o Vladímir Ivasiúk (en ucraniano: Володи́мир Миха́йлович Івасю́к) (4 de marzo de 1949 Kitsman, Óblast de Chernivtsi, RSS de Ucrania, Unión Soviética – 18 de mayo de 1979 Lviv, RSS de Ucrania, Unión Soviética) fue un compositor y poeta de la ucraniano, conocido por su canción Chervona Ruta, popularizada por Sofia Rotaru en 1971.

## Biografía
Hijo del escritor Mykhaylo Ivasyuk, escritor del entorno cultural de Bucovina, y de Sofiya Ivasyuk, maestra de escuela nacida en el Óblast de Zaporizhia. A la edad de cinco años, Volodymyr comenzó a aprender a tocar el violín en una escuela de música. Posteriormente aprendió a tocar el piano también. En 1964 lideró en su colegio la agrupación musical Bukovyna para la que escribió sus primeras canciones.
Tras su bachiller, la familia se mudó a la ciudad de Chernivtsi donde su padre había obtenido plaza en la Universidad de Chernivtsi. Volodymyr comenzó a estudiar en el Instituto médico Lviv mientras continuó su carrera de músico, llegando a integrarse en el «ensamble» Karpaty.
En 1971 su canción Chernova Ruta, cantada en Moscú junto a Vasyl Zinkevych y Nazary Yaremchuk, ganó el premio a la mejor canción del año de la Unión Soviética; y su composición Vodohray ganó el premio al año siguiente. Chernova Ruta, cantado por Sofia Rotaru fue utilizado en la película musical Cervona Ruta, dirigida por Roman Oleksiv.
El 18 de mayo de 1979, Volodymiyr fue hallado ahorcado en un bosque en las afueras de Lviv. La causa de muerte oficialmente fue registrada como suicidio, pero las circunstancias exactas de su muerte permanecen desconocidas. Fue enterrado en el Cementerio Lychakivskiy. En 2009 la investigación criminal sobre su muerte fue reabierta por órdenes del presidente Viktor Yushchenko.
Hay un museo en Chernivtsi en su memoria y una estatua en la localidad de Kitsman.